# Pueblo mogum
El pueblo mogum también es conocido con los nombres jegu, kofa, koffa, mogoum, mogom délé, diguimi o mogum urmi. Forman parte del complejo de pueblos hadjarai de Chad. Son agricultores, ganaderos, cazadores y recolectores. Suman unas 20.000 personas y su idioma, también conocido como mogum, cohabita con el árabe chadiano, lengua franca de la región de Guéra. Viven en la zona montañas de Jabal Marrah, en la región de Guéra. Su área se encuentra a unos 500 metros donde predomina el clima cálido y seco. Administrativamente se encuentran en el departamento de Guéra, repartidos en las subprefecturas de Bitkine y Mongo; así como en el departamento de Barh Signaka, en la subprefectura de Melfi.
Carecen de infraestructuras básicas como agua potable, dispensarios, hospitales y sistemas de transporte público. Las infecciones intestinales y de otro tipo son la principal causa de muerte en esta población debido a la falta de saneamiento y agua limpia. Tienen buenas relaciones con sus vecinos de las etnias bolgo, saba, bidiyo, kenga, mahoua y oubi. Los jefes de aldea están subordinados a los jefes de cantón (sultanes) y no hay sistemas de clanes o castas. La estructura familiar incluye la familia extensa. Los jefes y consejos de ancianos gozan de autoridad y el sultán es la autoridad superior de la etnia.
Construyen viviendas de paredes de adobe y techos de paja. No tienen acceso a la red eléctrica. La vestimenta tradicional es la túnica de estilo beduino. Debido a las difíciles condiciones de vida toda la familia debe colaborar, incluidos los niños en las tareas domésticas y los jóvenes en el campo.  Son agricultores, cazadores y recolectores. Los comerciantes árabes les venden leche y carne. Los mogum son mayoritariamente musulmanes. Practican el Ramadán y Eid Al-Ahda. Las principales actividades recreativas son la socialización, la radio y la danza.